# Palazzo delle Poste (Napulj)
Palača pošte (tal. Palazzo delle Poste) nalazi se na trgu Piazza Matteotti u središtu Napulja. Primjer je fašističke arhitekture izgrađene za vrijeme vladavine Benita Mussolinija, baš kao i obližnja Palazzo della Casa del Mutilato i susjedna Palazzo della Questura (policijska uprava) na Via Medina. Samo sjeverno i preko puta ulice na ulici Monteoliveto nalazi se Palazzo Orsini di Gravina iz 16. stoljeća.

## Povijest
Kako bi se napravio prostor za zgradu, kuće iz rione San Giuseppe-Carità srušene su 1930. Izgradnja je započela 1928. pod Costanzom Cianom, šefom Ministarstva komunikacija; kada je konačno dovršena 1936. godine, svečano ju je otvorio tadašnji ministar Antonio Stefano Benni. Dizajn je izradio bolonjski arhitekt Giuseppe Vaccaro, a bio je pod utjecajem racionalističkog stila talijanske arhitekture koji je promovirao Marcello Piacentini. Arhitekt Gino Franzi modificirao je i dovršio konačnu zgradu. Dizajn je uključio susjedni klaustar Monteoliveto u kompleks. 
Dana 7. listopada 1943., nekoliko dana nakon Četiri dana Napulja, Palazzo delle Poste pretrpjela je snažnu eksploziju, u kojoj je bilo mnogo mrtvih ili ranjenih ljudi. Pretpostavlja se da je zgradu minirala njemačka vojska u povlačenju tempiranim upaljačima.
U potkrovlju se sada nalazi muzej u čast Vincenza Tuccija, novinara Il Mattina. U predvorju, koje se uzdiže gotovo cijelom visinom zgrade, nalazi se skulptura koju je posvetio "palim" Arturo Martini.

## Vanjske poveznice
|  | Zajednički poslužitelj ima još gradiva o temi Palazzo delle Poste (Napulj) |